# Max Timm
Max Timm (* 19. März 1898 in Lunden; † 25. April 1979 in Kiel) war ein deutscher leitender Verwaltungsbeamter und in der Zeit des Nationalsozialismus als Abteilungsleiter im Reichsarbeitsministerium (RAM) zuständig für die europaweite Zwangsarbeit.

## Leben
Nach dem Studium der Volkswirtschaft in Köln, Kiel und Göttingen und der Promotion zum Dr. rer. pol. 1924 begann Timm, in der Industrie und der Landwirtschaft zu arbeiten. 1928 wurde er Leiter des Arbeitsamtes Heide. Im April 1933 wurde er zur Hauptstelle nach Berlin abgeordnet. Hier wurde er zunächst Referent in der Abteilung II (Arbeitsvermittlung und Berufsberatung) und dort nach seinem Parteieintritt am 1. Mai 1933 auch Vertrauensmann der NSDAP. 1934/35 wurde Timm zum Oberregierungsrat ernannt und 1937/38 Leiter der Abteilung II (Arbeitseinsatz und Berufsberatung); 1939 Leiter der Abteilung Va (Arbeitseinsatz einschließlich Berufsnachwuchslenkung), mittlerweile als Ministerialrat.
1942 bestellte ihn Fritz Sauckel in seiner Funktion als Generalbevollmächtigter für den Arbeitseinsatz (GBA) zum Leiter der Hauptabteilung VI (Europaamt für den Arbeitseinsatz), womit Timm der ranghöchste Beamte im RAM wurde. Somit war er für den Arbeitseinsatz, insbesondere für die Rekrutierung der ausländischen Arbeitskräfte zuständig, zuletzt als Ministerialdirigent. Das RAM war seit Einrichtung der Behörde des GBA im März 1942 fachlich und seit März 1943 dieser auch personell unterstellt und damit insgesamt mitverantwortlich für den Einsatz von Zwangsarbeitern.
Vor dem Internationalen Militärgerichtshof wurde Timm am 1. Juni 1946 durch Sauckels Verteidiger Robert Servatius als Zeuge befragt.
Ab 1950 war Timm Abteilungsleiter (Arbeit) im Sozialministerium in Schleswig-Holstein. Dort war er in eine Affäre um Sozialen Wohnungsbau verwickelt. Ab 1953 war er Ministerialrat, ab 1962 Ministerialdirigent, in seinen Arbeitsbereich fiel auch die Zuständigkeit für die Sozialgerichte. 1964 wurde er pensioniert. Er gehörte zu den Mitwissern der Werner Heyde/Sawade-Affäre um einen untergetauchten Euthanasie-Täter.

## Privates
Max Timm war seit dem 20. April 1924 mit Luise, geb. Schröder verheiratet. Sie hatten drei gemeinsame Kinder.

## Auszeichnungen
- Goldenes Parteiabzeichen der NSDAP
- Ritterkreuz des Kriegsverdienstkreuzes als Hauptabteilungsleiter des GBA verliehen am 12. August 1944.

## Schriften
- Die Umwandlungen von Genossenschaftsmeiereien in Erwerbsmeiereien in der Provinz Schleswig-Holstein (mit Einschluss v. Provinz u. Stadt Lübeck) unt. Würdigung d. geschichtl. Werdegangs u. d. jetzigen Organisation des Meiereiwesens für dieses Gebiet, Dissertation Göttingen 1924
- Mitautor: Regelung des Arbeitseinsatzes in Stadt und Land: Ein kurzgef., übersichtl. Führer mit Abdruck d. einschläg. Gesetzesbestimmgen, München-Berlin 1934
- Die bevorzugte Arbeitsvermittlung für die alten Kämpfer der nationalsozialistischen Revolution. In: Arbeitseinsatz und Arbeitslosenhilfe 1 (1934), S. 6–8.
- Der Einsatz ausländischer Arbeitskräfte in Deutschland. In: RABl V, Nr. 34 (1941), S. 609–617, Nr. 35–36 (1941), S. 636–642, Nr. 1 (1942), S. 5–15, Nr. 2 (1942), S. 23–33.